# CCTV-5
CCTV-5 (chinesisch 中国中央电视台体育频道) ist ein chinesischer Fernsehsender. Er ist der größte Sportsender Chinas und Teil der staatlich kontrollierten China-Central-Television-Sendergruppe.
Am 1. Januar 1995 nahm CCTV-5 seinen Sendebetrieb auf und sendet inzwischen im Vollbetrieb. Der Schwerpunkt liegt auf der Übertragung nationaler und internationaler Sportveranstaltungen. So besitzt CCTV-5 etwa die Rechte zur Übertragung europäischer Fußball-Topligen (Bundesliga, Serie A, Primera División u. a.). Darüber hinaus werden die Olympischen Spiele und Veranstaltungen der US-amerikanischen Profiligen übertragen.
Seit 2009 zeigt CCTV nun zwei Spiele der Deutschen Bundesliga pro Spieltag, dazu gibt es seit 2009 eine extra Show für die Bundesliga. Seit der Saison 2015/16 zeigt CCTV 5 wieder die Englische Premier League in China, jeden Spieltag zeigt CCTV ein Spiel. 2003 hatte CCTV zuletzt die Rechte an der Englischen Liga. CCTV zeigt auch die Spanische La Liga Santander in China, der Sportminister von China war sogar schon in Spanien bei der La Liga zu besuch.